# Chanda Dancy
Chanda Dancy, née Chanda Yvette Dancy le 14 novembre 1978 dans le Texas, est une compositrice, violoniste, claviériste et chanteuse américaine. Elle compose la musique de nombreux films comme After we leave, des séries comme Shadowplay ou des jeux vidéo, par exemple Never Winter Nights 2. Ses compositions, où elle mêle sa voix au violon et aux sonorités électroniques lui ont permis d'obtenir plusieurs prix et d'être saluée comme l'une des dix compositrices contemporaines noires à connaître.

## Biographie

### Formation
Chanda Dancy naît le 14 novembre 1978 dans le Texas,. Elle commence à composer à l'âge de 12 ans, obtient une licence en musique à l'université baptiste de Houston (en) avec une spécialité en violon et un diplôme en études avancées en musiques de films et pour la télévision de l'université de Californie du Sud,.

### Carrière
Chanda Dancy compose pour le cinéma, mais également pour d'autres multimédias comme les jeux vidéos,. Son instrument de prédilection est le violon qu'elle mêle également avec sa propre voix. Elle obtient plusieurs bourses et programmes de composition qui lui permettent de lancer sa carrière.

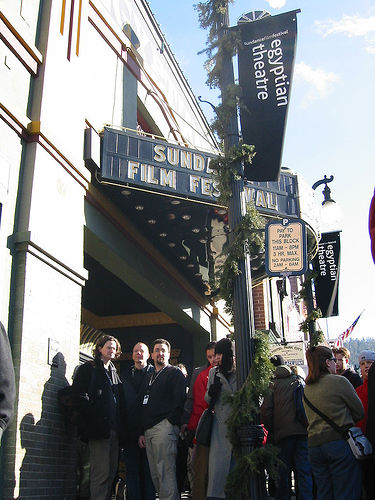
Le Festival du film de Sundance

Chanda Dancy est dans la sélection officielle du Festival du film de Sundance MVP pour le documentaire What Are We Waiting For? (en) sorti en 2005. Son succès lui ouvre l'accès à la sélection officielle du Festival international du film de Vienne.
En 2010, elle fait partie du groupe Modern Time Machines. En 2014, elle fonde CYD Music dont elle devient la présidente. Elle est ensuite mentor pour les jeunes compositeurs,. En 2022, elle compose la musique du film documentaire Aftershock (en) et du film Devotion.
En plus de ses musiques de films, elle compose la musique des jeux de rôle comme Arabian Lords et Tariq's Treasures de BreakAway Games. Elle fait la création sonore du jeu de rôle Neverwinter Nights 2 d'Obsidian Entertainment et Atari.
Chanda Dancy est connue pour la richesse et la diversité de ses compositions, qui lient performances instrumentales et sons synthétiques afin de proposer un rendu plus moderne pour ses créations multimédias.
La musique de Chanda Dancy est entendue dans des festivals tels que le Festival du film de Cannes, le Festival du film de Jackson Hole (en), le Festival du court métrage de Sapporo, Slamdance (en), le Festival du film de Sundance et la Journée Pangea en 2008.

## Hommage et récompenses
En 2002, elle est lauréate de la bourse BMI Pete Carpenter (en) pour les aspirants compositeurs de films. Elle est compositrice boursière à l'Institut Henry Mancini en 2003 et reçoit le prix Henry Mancini de la Fondation ASCAP pour la composition. En 2004, elle est lauréate du prix APM / YMF Music Business.
En 2018, elle est l'une des dix compositrices contemporaines noires à connaître par Arts Boston.

## Œuvres
Elle est compositrice des œuvres suivantes :

### Films
- The Correct Use of Oranges (2004)
- Badawia (2004)
- Famed (2005)
- O Sweet Virgin (2005)
- What Are We Waiting For ? (en) (2005)
- Chandler Hall (2005)
- Silent Night (2006)
- Everything Before Us (2015)
- Thrasher Road (2018)
- Week-end de cauchemar entre copines (2019)
- Mensonges et manipulation (2019)
- After We Leave (2019)
- Dramarama (2020)
- Seule, enceinte et piégée (2020)
- Raise Your Hand (2021)
- Souviens-toi… l'été dernier (2025)

### Jeux vidéos
- Neverwinter Nights 2 (2006)[19]